# Limbach (Neuhaus am Rennweg)
Limbach ist ein Ortsteil der Stadt Neuhaus am Rennweg im Landkreis Sonneberg in Thüringen.

## Lage
Limbach ist ein Ort der Kammlagen im Thüringer Schiefergebirge und liegt am Rennsteig. Der Ort zwischen Steinheid und Siegmundsburg gelegen wird von der Bundesstraße 281 durchquert.

## Geschichte

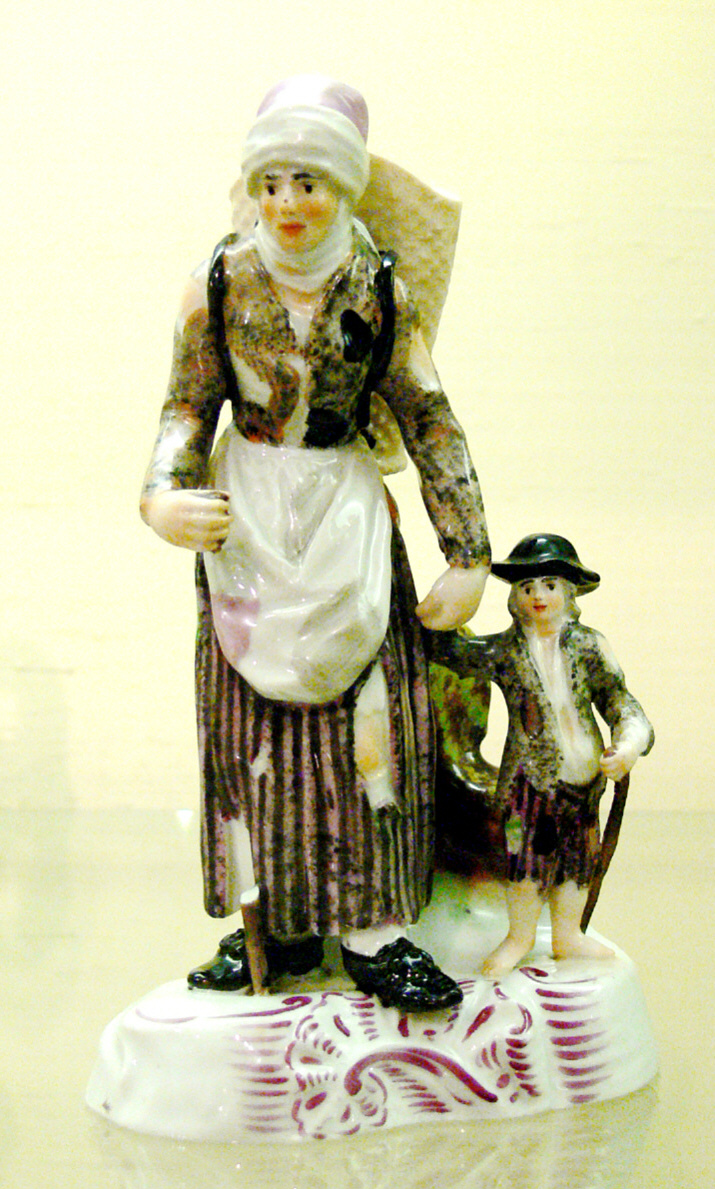
Porzellanskulptur Bettelweib und Kind aus Limbach, um 1785

Zwischen 1358 und 1362 (Regesten Schaumberg II 127) wurde der Ort erstmals urkundlich erwähnt. Seit Mitte des 19. Jahrhunderts gehörte Limbach zur Gemeinde Steinheid. Als Teil von Steinheid wurde Limbach am 1. Dezember 2011 in die Stadt Neuhaus am Rennweg eingemeindet.

### Glasmacherei
1731 erbauten die Brüder Johann Gottfried, Martin und Gottlieb aus der Lauschaer Glasmacherfamilie Greiner und deren Schwager Michael Gundelach, Gründer und Besitzer der Glas- und Fayencehütte Siegmundsburg, eine Glashütte. Der 1732 in Alsbach geborene Gotthelf Greiner erfand nach 1757 unabhängig von Johann Friedrich Böttger und in einer etwas abgewandelten chemischen Zusammensetzung in jahrelanger Forschungsarbeit das Porzellan. 1772 gründete er eine Porzellanfabrik in Limbach, die bis 1939 bestand. 1945 wurden große Teile der Fabrik zerstört.
Zu DDR-Zeiten wurde in Limbach insbesondere Christbaumschmuck produziert.